# Autoridad Portuaria Trans-Hudson
La Autoridad Portuaria Trans-Hudson (por sus siglas en inglés PATH) es un ferrocarril de tránsito rápido que conecta a Manhattan, Nueva York con Nueva Jersey, y provee servicio a Jersey City, Hoboken, Harrison y Newark. Es operado por la Autoridad Portuaria de Nueva York y Nueva Jersey. PATH es uno de los pocos ferrocarriles urbanos del mundo que opera las 24 horas del día, 7 días a la semana. Mientras que algunas estaciones del PATH están adyacente al metro de la ciudad de Nueva York, Tren Ligero de Newark y el Tren Ligero Hudson-Bergen, no hay transferencias gratis ya que los ferrocarriles operan de forma independiente.
El PATH se expande a 13.8 millas (22.2 km) de rutas de mileajes, sin incluir las rutas de traspaso.
Los trenes del PATH solo usan los túneles de Manhattan y partes de Nueva Jersey (especialmente, Hoboken y el centro de Jersey City). Las vías cruzan el río Hudson sobre los tubos de Hierro fundido que están en el lecho del río bajo una capa fina de limo. Las rutas del PATH desde la Calle Grove al oeste en Jersey City hacia Newark opera en cortes abiertos, a desnivel, y en vías elevadas.
A partir de la 4º trimestre de 2007, el PATH tenía un promedio de pasajeros de 246,000 personas.

## Historia

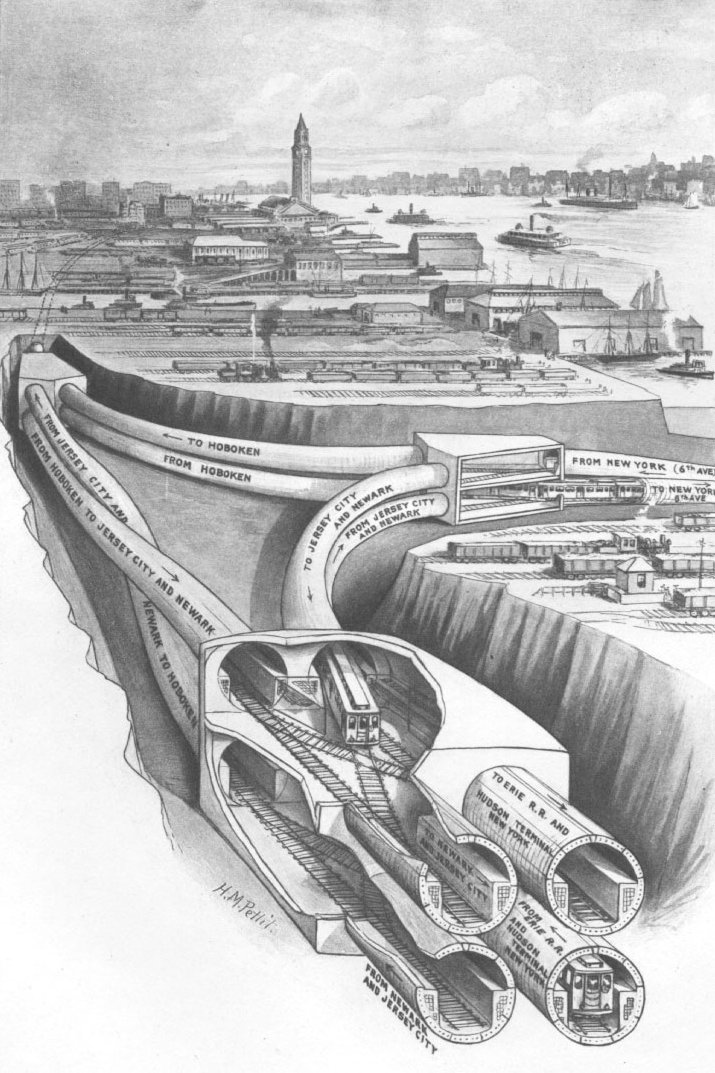
Un dibujo de las dos uniones subterráneas (conocidas como "pozo de cimentación") en el lado de Nueva Jersey.

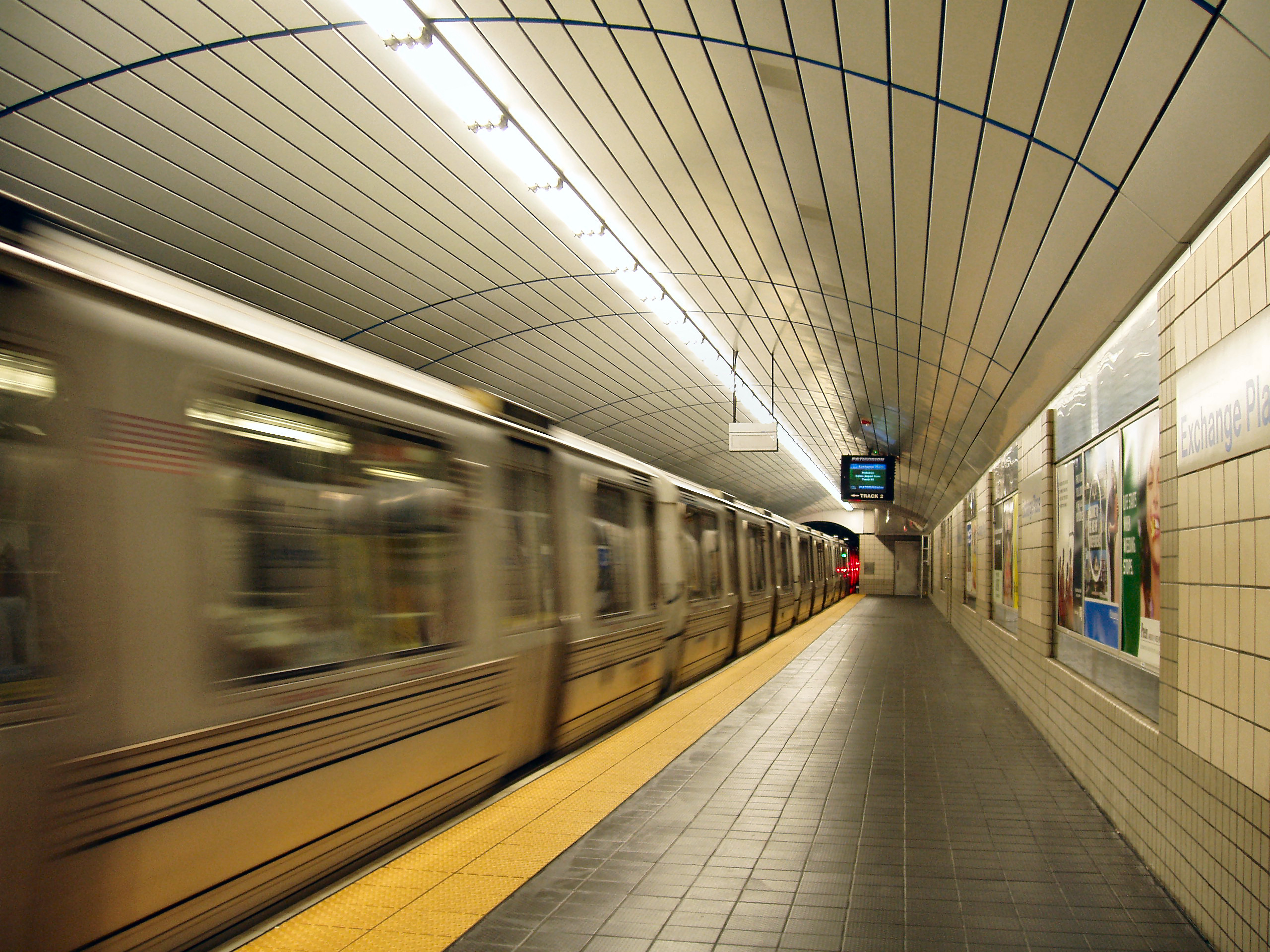
Las plataformas con dirección a Hoboken- y Newark en la estación Exchange Place en Jersey City.

La historia del PATH, originalmente conocida como el Ferrocarril Hudson y Manhattan, data desde que se construyó la primera línea subterránea del metro de la ciudad de Nueva York (la IRT). Aunque el ferrocarril se planeó primero en 1874, la tecnología de ese tiempo, no estaba tan avanzada como para construir un túnel debajo del río Hudson. La construcción empezó en los túneles existentes de 1890, pero se detuvo cuando no tuvieron los fondos necesarios para terminarla. De hecho, la construcción no se reanudó hasta 1900 bajo la dirección de William Gibbs McAdoo, un joven abogado ambicioso que se había movido a Nueva York desde Tennessee. McAdoo se convirtió después en presidente de lo que después se llamaría por muchos anos como el H&M, Hudson Tubes o McAdoo Tunnels.

## Servicio

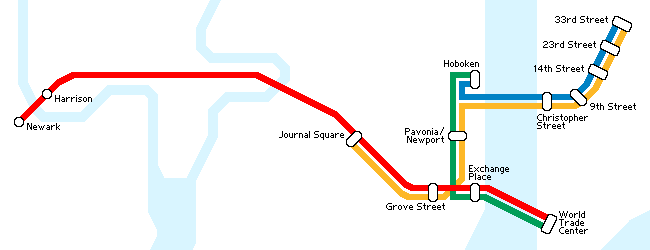
Mapa del sistema del PATH (servicio regular).

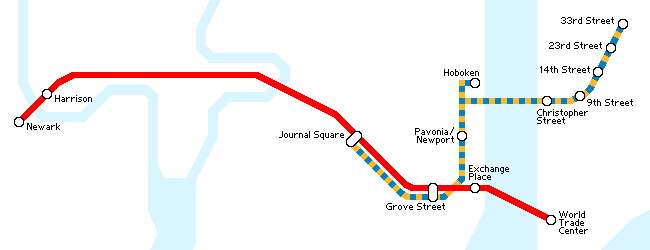
Mapa del sistema del PATH (fines de semana/días festivos).

El PATH opera las 24 horas del día, siete días a la semana. Durante las horas normales, el PATH mantiene en servicio cuatro trenes, de las cuales se usan tres terminales en Nueva Jersey y dos en Manhattan. Cada línea es representada por un único color, en la que también corresponde al color de las luces del frente del tren. El servicio Journal Square–Calle 33 es la única línea representada por dos colores (amarillo y azul), ya que era una combinación después de las horas normales los servicios Journal Square–Calle 33 y Hoboken–Calle 33.
La gerencia del PATH tiene dos principales iniciativas de divulgación de pasajeros: el boletín "PATHways", distribuido gratuitamente en todas las terminales, y el Patron Advisory Committee.
| KBHFa |

| HST |

| BHF |

| HST |

| ABZgl+l | HSTq | ABZq+lr | STR+r |

| STR |  | STR | KBHFe |

| HST |  | STR |  |

| TUNNEL1W | WASSERq | exTUNNEL1W |  |

| KBHFe |  | STR |  |

|  |  | HST |

|  |  | HST |

|  |  | HST |

|  |  | HST |

|  |  | KBHFe |

- Newark–World Trade Center
- Hoboken–World Trade Center
- Journal Square–Calle 33
- Hoboken-Calle 33

Después de las 23:00 y antes de las 06:00 de lunes a viernes, y sábados, domingos, y los días festivos, el PATH opera dos servicio de trenes:
- Newark–World Trade Center
- Journal Square–Calle 33 (vía Hoboken)

Antes del 9 de abril de 2006, Hoboken–World Trade Center y los servicios Journal Square–Calle 33 fueron ofrecidos los sábados, domingos y días festivos entre las 09:00 y las 19:30 horas. La construcción en curso de la estación permanente del World Trade Center en Manhattan obligó a que se descontinuaran los servicios de sábados, domingos y días festivos. Los servicios fueron reemplazados con servicios de todo del Journal Square–Calle 33 en esos días. Los pasajeros que viajan de Hoboken hacia el World Trade Center deben de tomar el servicio Journal Square–Calle 33 hacia la Calle Grove y transferirse hacia el tren del Newark–World Trade Center.

## Actualizaciones de señales
En octubre de 2007, el PATH anunció que gastaría $500 millones para actualizar su sistema de señalización para acomodar al gran número de pasajeros. La construcción del nuevo sistema de señalización estaría completada alrededor del 2014. Las señales reducirán el tiempo entre los trenes, para que los trenes operen más eficientemente y los pasajeros no esperen tanto tiempo.